# Charles Alfred Ballance

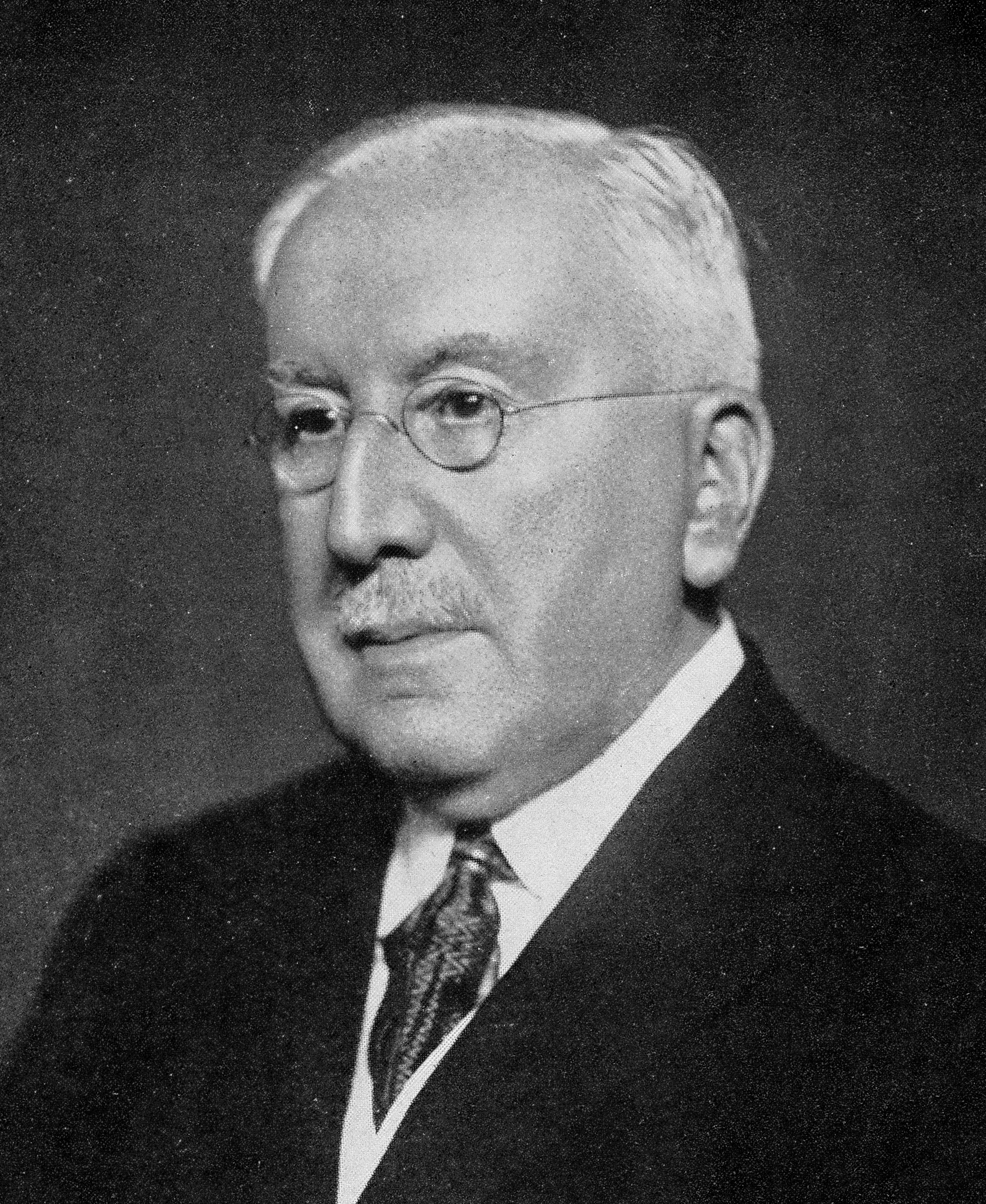
Charles Alfred Ballance

Sir Charles Alfred Ballance (* 1856 in Taunton; † 1936) war ein britischer Neurochirurg.
Er studierte in Deutschland und am St. Thomas Hospital in London, wo er seinen Bachelor of Medicine Abschluss (MB) mit Bestnoten machte. Später wirkte er lange als Chirurg am St. Thomas. Daneben war er auch am National Hospital for the Paralysed and Epileptic am Queens Square in London, war als Armeearzt auf Malta (wo er Oberst wurde) und war für 14 Jahre Erster Chirurg der Metropolitan Police in London.
Ballance war 1895 der erste Chirurg, der eine Überkreuz-Anastomose (End-zu-Seit-Anastomose) der Gesichtsnerven durchführte (zur Behandlung von Gesichtslähmung). Er war einer der ersten Chirurgen, die die radikale Mastoidektomie zur Behandlung der Mastoiditis durchführten, und er nahm die erste komplette Entfernung von Kleinhirnbrückenwinkeltumoren vor. Er führte auch eine erfolgreiche Behandlung von sonst damals nicht behandelbarem Vertigo durch Durchtrennung des Nervus vestibulocochlearis durch.
Er befasste sich auch experimentell mit der Entwicklung von Narbengewebe.
1933 erhielt er die Lister-Medaille (seine Lister-Vorlesung trug den Titel On Nerve Surgery).
Er war erster Präsident der Society of British Neurological Surgeons. 1918 wurde er Ritter des Order of St. Michael and St. George (KCMG).
Sein Sohn Alaric Charles Ballance war ebenfalls Arzt.

## Schriften (Auswahl)
- mit P. Stewart: The Healing of Nerves. Macmillan, London 1901.
- mit P. Steward: Remarks on the operative treatment of chronic facial palsy of peripheral orgin. In: British Medical Journal. 1903, S. 1009–1013 (die Publikation über die Anastomose der Gesichtsnerven).
- A case of division of the auditory nerve for painful tinnitus. In: Lancet. Band 2, 1908, S. 1070 ff.
- mit Charles David Green: Essays on the surgery of the temporal bone. 2 Bände. Macmillan, 1919.